# النظريات غير الموثوقة حول أصول فيروس الإيدز
ظهرت نظريات متطرفة عديدة للتكهن بالمنشأ البديل المزعوم لفيروس العوز المناعي البشري (HIV) ومتلازمة نقص المناعة المكتسبة (الإيدز)، وتراوحت الادعاءات من كون المنشأ يرتبط بالتعرض العرضي لأفعال يفترض أنها مقصودة. ونتيجة لذلك أجريت العديد من الاستقصاءات والتحقيقات، ولكن هذه النظريات انتهت بكونها لا أساس لها و / أو كاذبة. وقد ثبت أن فيروس العوز المناعي البشري قد تطور أو يرتبط ارتباطًا وثيقًا بفيروس نقص المناعة القردي (إس أي فّي) في غرب وسط إفريقيا في وقت ما في أوائل القرن العشرين. اكتُشف فيروس عوز المناعة البشري في ثمانينيات القرن العشرين من قبل العالم الفرنسي لوك مونتانييه. وقبل هذه الفترة، كان فيروس عوز المناعة البشري مرضًا مميتًا غير معروف.

## النظريات غير الموثوقة

### نظرية لقاح الجدري
في عام 1987، أعطي بعض الاعتبار لاحتمال أن «وباء الإيدز ربما نتج عن حملة التلقيح الشاملة التي قضت على الجدري». وقد اقترح مقال في صحيفة ذا تايمز ذلك، نقلًا عن «مستشار لمنظمة الصحة العالمية» لم يذكر اسمه، وجاء في كلامه: «أعتقد أن نظرية لقاح الجدري هي التفسير لانتشار الإيدز». ويُعتقد الآن أن لقاح الجدري يسبب مضاعفات خطيرة للأشخاص الذين يعانون مسبقًا من ضعف في جهاز المناعة، وتحدثت مقالة صحيفة ذا تايمز عن حالة مجند عسكري مصاب بفيروس عوز المناعة البشري الخامل، والذي توفي في غضون أشهر من تلقي اللقاح. لكن لم يتوفر أي ذكر للأشخاص الذين لم يكونوا مصابين بفيروس عوز المناعة البشري سابقًا. يُعتبر فيروس عوز المناعة البشري حاليًا من مضادات استطباب لقاح الجدري - لكل من الشخص المصاب وشركائه الجنسيين وأفراد الأسرة. ويقترح بعض منظري المؤامرة فرضية أكبر يكون فيها لقاح الجدري ملوثًا عمدًا بفيروس عوز المناعة البشري.
في المقابل، نُشر مقال بحثي في عام 2010 يشير إلى أنه ربما كان القضاء الفعلي على الجدري وما تلاه من إنهاء لحملة التطعيم الشاملة ساهم في الظهور المفاجئ لفيروس عوز المناعة البشري. كانت النظرية هي أن التحصين ضد الجدري «ربما يلعب دورًا في توفير درجة معينة من الحماية للفرد من الإصابة بعدوى فيروس العوز المناعي البشري و / أو تطور المرض». بغض النظر عن تأثيرات لقاح الجدري نفسه، لكن استخدامه في إفريقيا يعتبر عمليًا من فئات الحقن غير المعقمة، التي ربما تكون قد ساهمت في انتشار فيروسات عوز المناعة وحدوث طفرات فيها.

### نظرية لقاح التهاب الكبد ب (HBV)
قال طبيب الأمراض الجلدية آلان كانتويل، في كتابيه الذين نشرهما بشكل ذاتي بعنوان الإيدز وأطباء الموت: تحقيق في أصل وباء الإيدز (1988) والدم الفاسد: خطة الإيدز السرية للإبادة الجماعية (1993)، أن فيروس عوز المناعة البشري معدّل وراثيًا وقد طوره علماء الحكومة الأمريكية. ثم جرت إصابة الناس بالفيروس بعد ذلك من خلال تجارب التهاب الكبد B (عبر لقاح التهاب الكبد B) التي أجريت على الرجال المثليين وثنائيي الجنس بين عامي 1978-1981 في المدن الأمريكية الكبرى. يدعي كانتويل أن هذه التجارب تحت قيادة وولف سزمونيس، وأنه كان هناك تستر حكومي مستمر حول أصول وباء الإيدز. وقدم روبرت ب. ستريكر وماتيلدا كريم وميلتون وليام كوبر نظريات مماثلة لهذه.

### نظرية لقاح شلل الأطفال الفموي (OPV)
اقترح إدوارد هوبر في نسخة عام 1999 من فرضيته الخاصة بمنشأ مرض الإيدز من اللقاح الفموي لشلل الأطفال، أن الدُفعات المبكرة من لقاح شلل الأطفال الفموي (OPV) المزروع في خلايا كلية الشمبانزي، المصابة بفيروس يخص الشمبانزي، كانت المصدر الأصلي لفيروس عوز المناعة البشري 1 في وسط إفريقيا. وقد عُثر على قارورة من الدفعة التي قال هوبر إنها السبب مخزنة في المملكة المتحدة، ولم يجد التحليل أي تسلسل لفيروس عوز المناعة القردي / فيروس عوز المناعة البشري أو مكونات خلوية للشمبانزي، ولكنه وجد آثارًا لميتوكوندريا قرد المكاك. وجرى تحليل خمس عينات من لقاح شلل الأطفال الفموي المخزنة في معهد ويستار، بما في ذلك واحدة من دفعة مستخدمة في الكونغو البلجيكية بين عامي 1958 و1960، ولم يوجد أي حمض نووي للشمبانزي. بالإضافة إلى تعارض دراسات أخرى من علم الأحياء الجزيئي وعلم الوراثة العرقي مع الفرضية، لذا اعتبرها الإجماع العلمي غير مثبتة. وفي عام 2004 وصفت مجلة نيتشر الفرضية بأنها «مدحوضة».

### نظريات إضافية
تنسب هذه النظريات بشكل عام منشأ فيروس عوز المناعة البشري إلى حكومة الولايات المتحدة أو المتعاقدين معها:

#### التصنيع في فورت ديتريك
اقترح ياكوب سيغال (1911-1995)، الأستاذ في جامعة هومبولت في ألمانيا الشرقية آنذاك، أن فيروس عوز المناعة البشرية جرت هندسته في مختبر عسكري أمريكي في فورت ديتريك، عن طريق ربط فيروسين آخرين معًا، هما فيروسا فيزنا وتي الليمفاوي البشري. ووفقًا لنظريته، اختُبر الفيروس الجديد، الذي صُنّع بين عامي 1977 و1978، على سجناء تطوعوا للتجربة مقابل الإفراج المبكر. وأشار كذلك إلى أنه من خلال هؤلاء السجناء انتشر الفيروس إلى السكان بشكل موسع.
في نهاية الحرب الباردة، كشف عميلا الاستخبارات السوفيتية السابقان فاسيلي متروخين وأوليغ جوردياسكي بشكل مستقل أن فرضية فورت ديتريك كانت عملية دعائية ابتكرتها المديرية الرئيسية الأولى للكي جي بي والتي أطلق عليها اسم «عملية إنفكتسيون». ودعم هذا الكشف لاحقًا من قبل الضابط غونتر بونينزاك من القسم العاشر من المديرية الرئيسية للاستطلاع في ألمانيا الشرقية.
ومن المعروف أن سيغال كان على اتصال وثيق مع ضباط الاستخبارات الروسية، وذكره ميتروخين باعتباره أحد الأصول الأساسية للعملية. ليس من الواضح تمامًا ما إذا كان سيغال قد اتبع الفرضية بشكل مستقل من تلقاء نفسه أم أنه كان يتبع الأوامر فقط. ونفى سيغال نفسه الخيار الأخير، واستمر في متابعة الفرضية حتى بعد إلغاء العملية وانتهاء الحرب الباردة.

#### مؤامرة لخفض عدد السكان
اقترح المقدم الإذاعي والمؤلف ميلتون وليام كوبر (1943-2001) في كتابه «انظر الحصان الشاحب» (1991) أن الإيدز كان نتيجة مؤامرة لتقليل عدد السكان من السود والهسبان ومثليي الجنس.

## انتشار معتقدات المؤامرة
وفقًا لفيل ويلسون، المدير التنفيذي لمعهد الإيدز الأسود في لوس أنجلوس فإن نظريات المؤامرة أصبحت حاجزًا أمام الوقاية من الإيدز، منذ أن بدأ الناس بالاعتقاد أنه بغض النظر عن الإجراءات التي يتخذونها، ما يزالون عرضة للإصابة بهذا المرض. وهذا يجعلهم أقل حرصًا عند الانخراط في ممارسات تعرضهم للخطر، لأنهم يعتقدون أنه لا جدوى من ذلك. «ما يقرب من نصف الأمريكيين الأفارقة البالغ عددهم 500 الذين شملهم الاستطلاع قالوا إن فيروس عوز المناعة البشرية من صنع الإنسان. وقال أكثر من ربعهم إنهم يعتقدون أن الإيدز صُنّع في مختبر حكومي، ويعتقد 12 في المئة أنه صُنّع ونُشر من قبل وكالة المخابرات المركزية. في وفي الوقت نفسه، قال 75 في المئة إنهم يعتقدون أن الوكالات الطبية والصحية العامة تعمل على وقف انتشار الإيدز في مجتمعات السود».

## المؤيدون البارزون للنظريات غير الموثوقة

### حركة أمة الإسلام
تؤيد حركة أمة الإسلام وجهة النظر القائلة بأن الحكومات وشركات الأدوية قد انتهجت سياسات عنصرية للإبادة الجماعية، من ضمنها خلق وانتشار فيروس عوز المناعة البشري. ونتيجة لذلك، دعت الحركة إلى مقاطعة برامج التطعيم للأطفال التي ترعاها الولايات المتحدة. ويعتبر ليونارد هورويتز مؤثرًا في قرار المقاطعة.